# Yusen Logistics
 (novembre 2016).
Yusen Logistics est une entreprise d'origine japonaise, faisant partie de NYK Line (qui en est propriétaire à près de 60 %), qui fait lui-même partie du keiretsu de Mitsubishi. 

## Historique
L'entreprise a été créée le 28 février 1955,. Elle est présidée par le japonais Kenji Mizushima depuis juin 2016.
Elle est présente sur tous les continents, sauf l'Afrique, avec une forte concentration sur l'Asie du Sud-Est. Au total, le réseau de l'entreprise couvre 43 pays au 1er janvier 2017, avec un total de 501 agences (73 au Japon, 65 en Amérique, 74 en Europe, 82 en Asie de l'est, 207 en Asie du sud et en Océanie) et un peu plus de 21 100 employés. 
L'activité européenne regroupe 20 pays, 74 centres, 4 000 employés.

## Activités
L'entreprise est diversifiée, mais toujours centrée autour du transport de marchandise :
Transport multimodal
- Transport maritime (fusion récente avec Kawasaki Kisen et Mitsui OSK[8])
- Transport aérien
- Transport routier

Gestion logistique
- Entreposage - cross docking
- Conditionnement
- Distribution et reverse (retour des vides)

Gestion administrative
- Opérations de douane (import, export & transit )
- Gestion de la sécurité, de la conformité
- Suivi de la commande à la livraison, par le biais du tracking et du reporting

### Transport maritime
Concernant cette branche de l'activité de l'entreprise, elle est le résultat de plusieurs fusions. En 1988, elle a acquis Showa Line. Et en 1991 Nippon Liner System, qui est une fusion de Japan Line et Yamashita Shinnihon (1988).

## Implantations en France
Le directeur général de Yusen Logistics France est Arnaud Leglize. Avec le rapprochement avec Transfreight France, les effectifs sont de 400 employés.  
L'entreprise est implantée dans plusieurs villes aux quatre coins de l'hexagone: 
- Hauconcourt (Metz) : routier
- Aéroport de Vatry (Marne) : routier
- Port du Havre : maritime
- Saint-Quentin (Aisne) : maritime
- Arras : entreposage
- Toulouse : routier
- Marseille : aérien - maritime - routier
- Saint-Quentin Fallavier (Isère) : routier - aérien - maritime - entreposage
- Aéroport de Roissy (Paris) : siège social - aérien - maritime - entreposage - routier
- Dourges (Nord) : entreposage
- Onnaing (Valenciennes) : entreposage
- Petite Forêt (Valenciennes) : entreposage